# Беляков, Геннадий Павлович
Генна́дий Па́влович Беляко́в (род. 11 сентября 1943, Красноярск) — советский и российский учёный, доктор экономических наук, профессор. Ректор Сибирского государственного аэрокосмического университета имени академика М. Ф. Решетнёва (1983—2010). Председатель диссертационного совета по специальности «Экономика и управление народным хозяйством», член академии транспорта и академии менеджмента, член-корреспондент СО АН ВШ. За научно-педагогическую деятельность удостоен государственных наград Министерства общего машиностроения СССР, Министерства общего профессионального образования Российской Федерации, Федерации космонавтики СССР, наград города Красноярска и Красноярского края.

## Биография
Геннадий Беляков родился 11 сентября 1943 года в Красноярске. Его семья жила в Покровке.
В 1960 году поступил в Красноярский политехнический институт по направлению «Двигатели летательных аппаратов», но через некоторое время перевёлся в филиал КПИ — завод-втуз. Образование в заводе-втузе предполагало совмещение учебной деятельности и практики на производстве. В 1966 году, после окончания втуза, Геннадий Павлович получил направление в Красноярский машиностроительный завод при втузе, где он прошёл путь от инженера-технолога до руководителя производственными подразделениями.
В 1974 году Геннадий Беляков поступил в аспирантуру Московского института народного хозяйства имени Г. В. Плеханова, а в 1977 году, после защиты диссертации, был приглашён снова на работу в завод-втуз, где через два года стал заведующим кафедрой экономики.
В 1983 году утверждён на должность ректора. На этой должности Геннадий Павлович сумел улучшить как материально-техническое положение вуза, так и его статус. За 27 лет присутствия на посту завод-втуз неоднократно менял названия, становясь то Институтом космической техники, то Аэрокосмической академией. С 2002 года вузу присвоен статус университета, что также является заслугой Белякова.
В 2007 году Геннадий Беляков становится председателем Совета ректоров вузов Красноярского края и экспертного Совета по экономике ВАК РФ. Новые обязанности и условия позволили Геннадию Белякову в 2010 году уйти в отставку, оставив пост ректора СибГАУ Игорю Владимировичу Ковалёву.
В 2011—2014 годах — внештатный советник Губернатора Красноярского края.
В 2011—2017 годах — заместитель председателя президиума Красноярского научного центра Сибирского отделения РАН.

## Научная деятельность
Автор более двухсот научных публикаций из них около 16 монографий, а также учебные пособия.
Основными научными трудами, в которых Геннадий Беляков был автором или соавтором, являются:
- Основы системотехники: [учеб. пособие для техн. вузов] / Г. П. Беляков, В. А. Сарычев, В. А. Сорокин, В. О. Чернышев; под ред. В. О. Чернышева. — Томск: Малое гос. ред.-изд. предприятие «РАСКО», 1992. — 312 с.; ISBN 5-88276-002-X
- Оборонно-промышленный комплекс: проблемы реформирования и развития = Defense-industrial complex: reforming and development problems: Defense-industrial complex: reforming and development problems: монография / Г. П. Беляков — Красноярск: Сиб. гос. аэрокосм. ун-т им. акад. М. Ф. Решетнева, 2003. — 106 с.; ISBN 5-86433-199-6
- Проблемы развития энергетической инфраструктуры в регионах с высокой стоимостью энергоресурсов: монография / Г. П. Беляков, С. И. Борталевич, Ю. В. Ерыгин. — Москва: Изд. журн. «Экономика и право»: МПА-Пресс, 2013. — 272 с.; ISBN 978-5-94914-050-5: 500 экз.
- Инструменты оценки и управления развитием инновационного потенциала наукоемкого предприятия ракетно-космической промышленности: монография / Г. П. Беляков, С. В. Еремеева. — Москва: Научное обозрение, 2016. — 129, [6] с.; ISBN 978-5-9906425-6-0: 500 экз.
- Реструктуризация предприятий ракетно-космической промышленности в условиях корпоратизации: монография / Г. П. Беляков, М. Л. Дмитриева, Г. А. Карачёва — Красноярск: СибГАУ, 2017. — 108, с.; ISBN 978-5-86433-684-7: 500 экз.
- Управление рисками космических проектов: монография / [Г. П. Беляков, А. Ю. Анищенко, А. В. Анкудинов, М. В. Сафронов]; Министерство образования и науки Российской Федерации — Красноярск: СибГУ им. М. Ф. Решетнева, 2017. — 181, [1] с.; ISBN 978-5-86433-730-1: 500 экз.
- Формирование и развитие научно-технологического комплекса России: причины и пути преодоления отставания в научно-технологическом развитии: монография / Г. П. Беляков, С. А. Беляков, А. А. Рыжая, А. С. Шпак; под научной редакцией д.э.н., профессора Г. П. Белякова; СибГАУ — Красноярск: Литера-принт, 2021. — 325, [2] с.; ISBN 978-5-907558-05-2: 500 экз.

## Награды и звания
- Орден Почёта (2003)[8][7];
- Орден «За заслуги перед отечеством» IV степени (2010)[9][7];
- Почётный гражданин города Красноярска (2009)[10];
- Почётный гражданин Красноярского края (2024)[11];
- Заслуженный работник высшей школы Российской Федерации[7]
- Премия Правительства Российской Федерации в области науки и техники[7].